# Sippenaeken
Sippenaeken (Sépenaake in dialetto ripuario) è una località del comune belga di Plombières, situata nella regione della Vallonia in provincia di Liegi.
Era un comune a sé stante prima della fusione di comuni belgi avvenuta nel 1977.
Il villaggio ha una popolazione di circa 200 abitanti ed è situato nell'area chiamata Les trois frontières ("Le tre frontiere"), dove si incontrano le linee di confine tra Belgio, Paesi Bassi e Germania.
I luoghi di maggior interesse sono una chiesa del 1840 (Saint-Lambert) ed il castello noto come "Beusdael", costruito nel XIV secolo.

## Galleria d'immagini

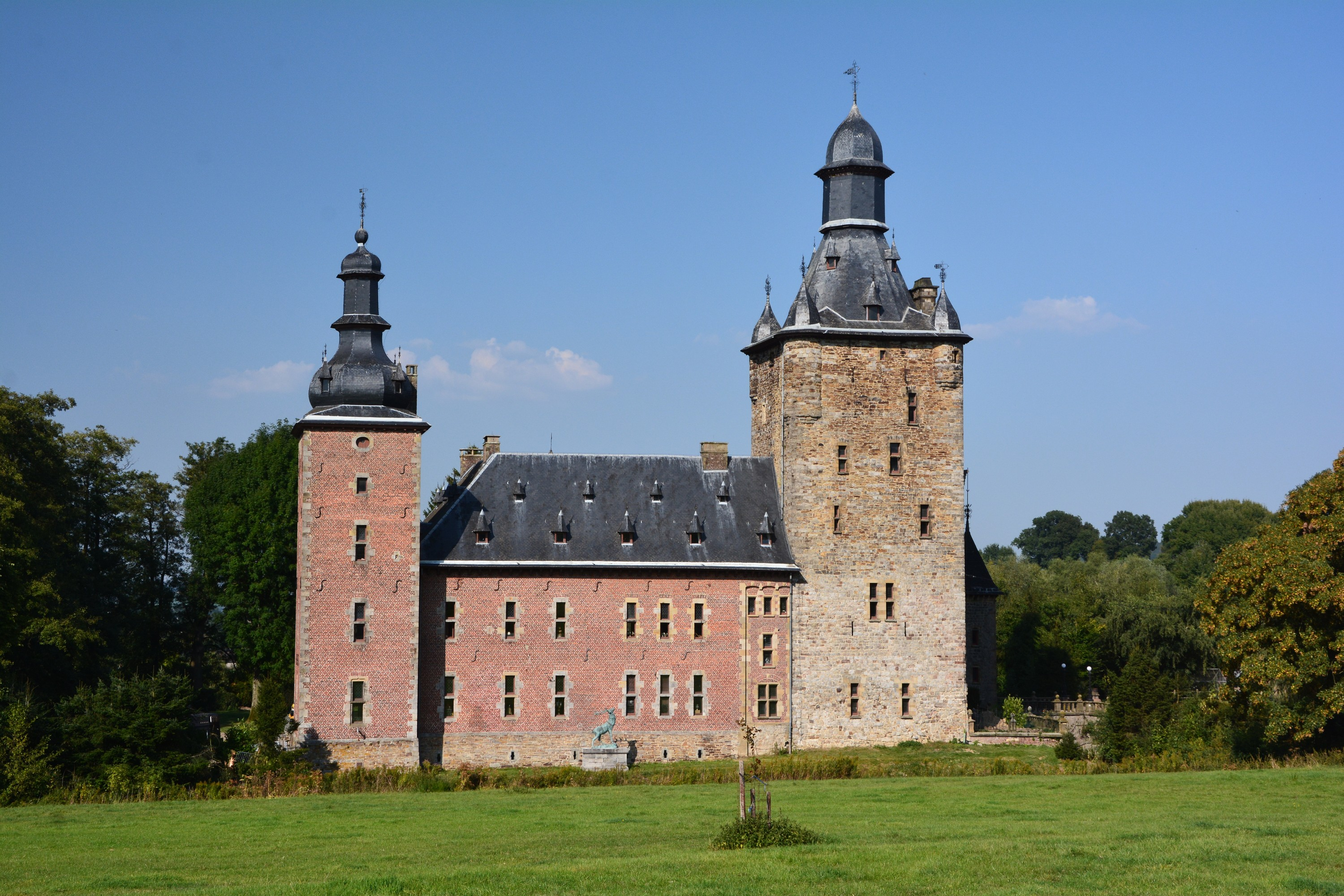
Castello Beusdael
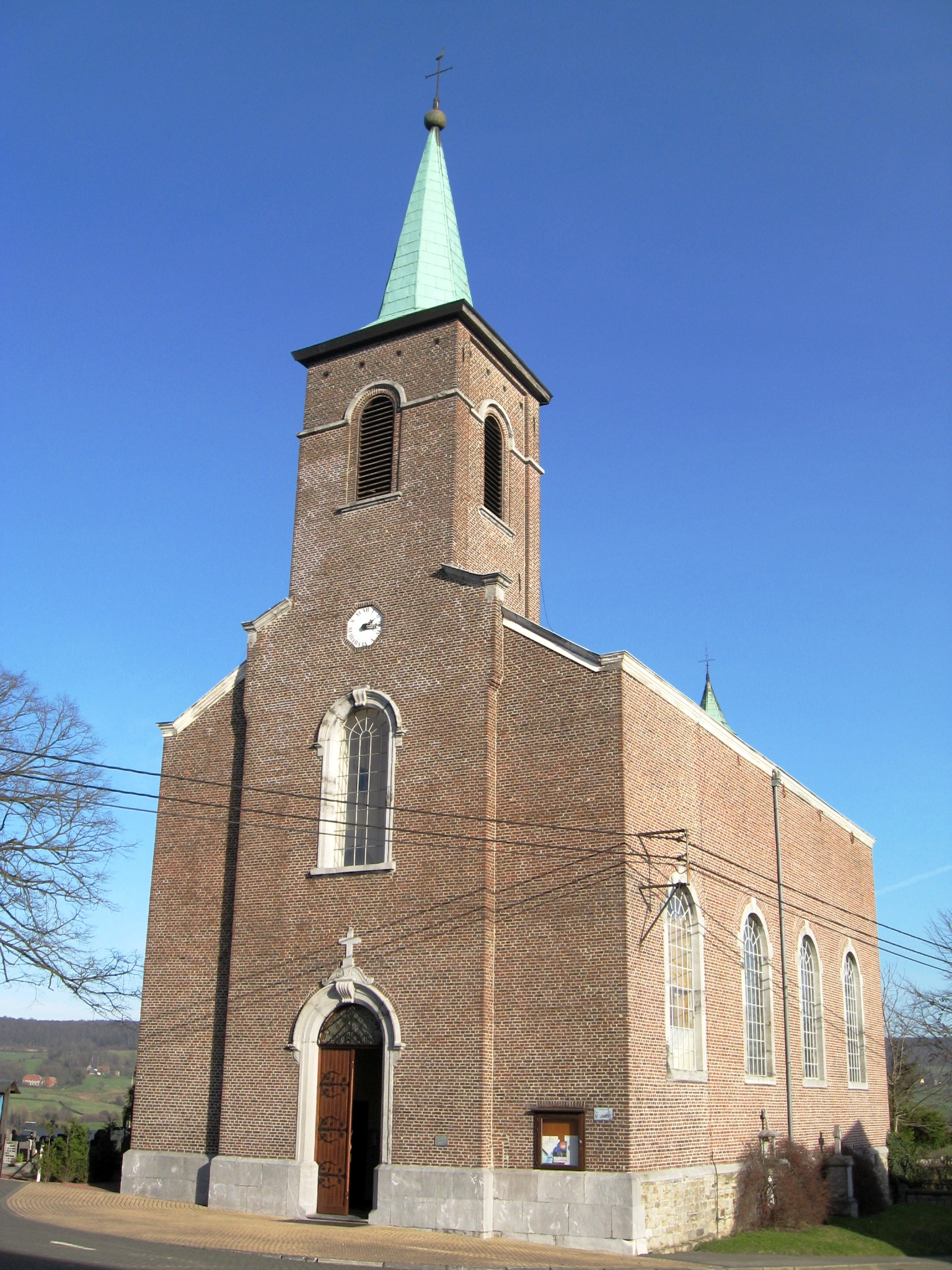
La chiesa di Saint-Lambert
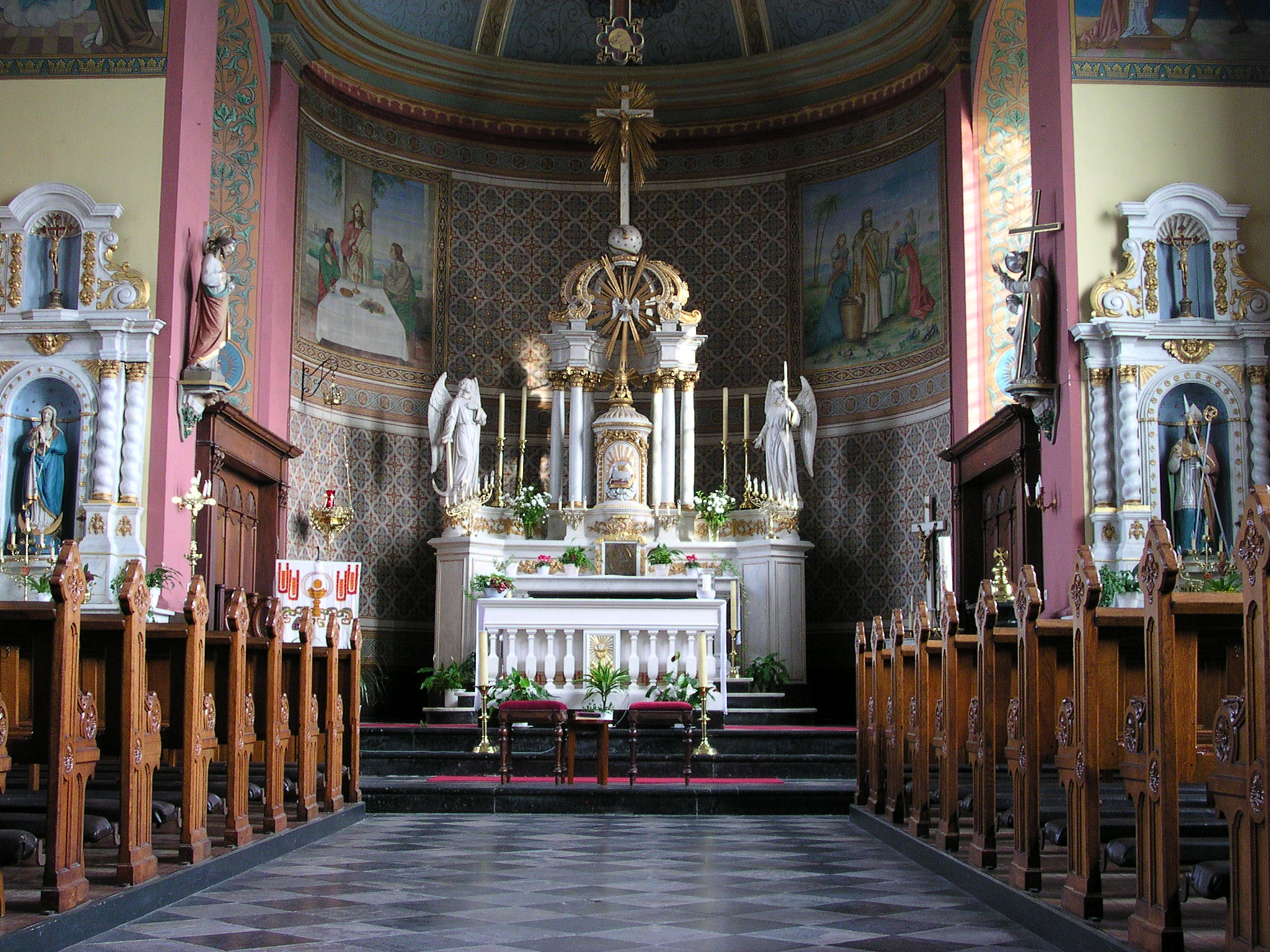
Interno della chiesa
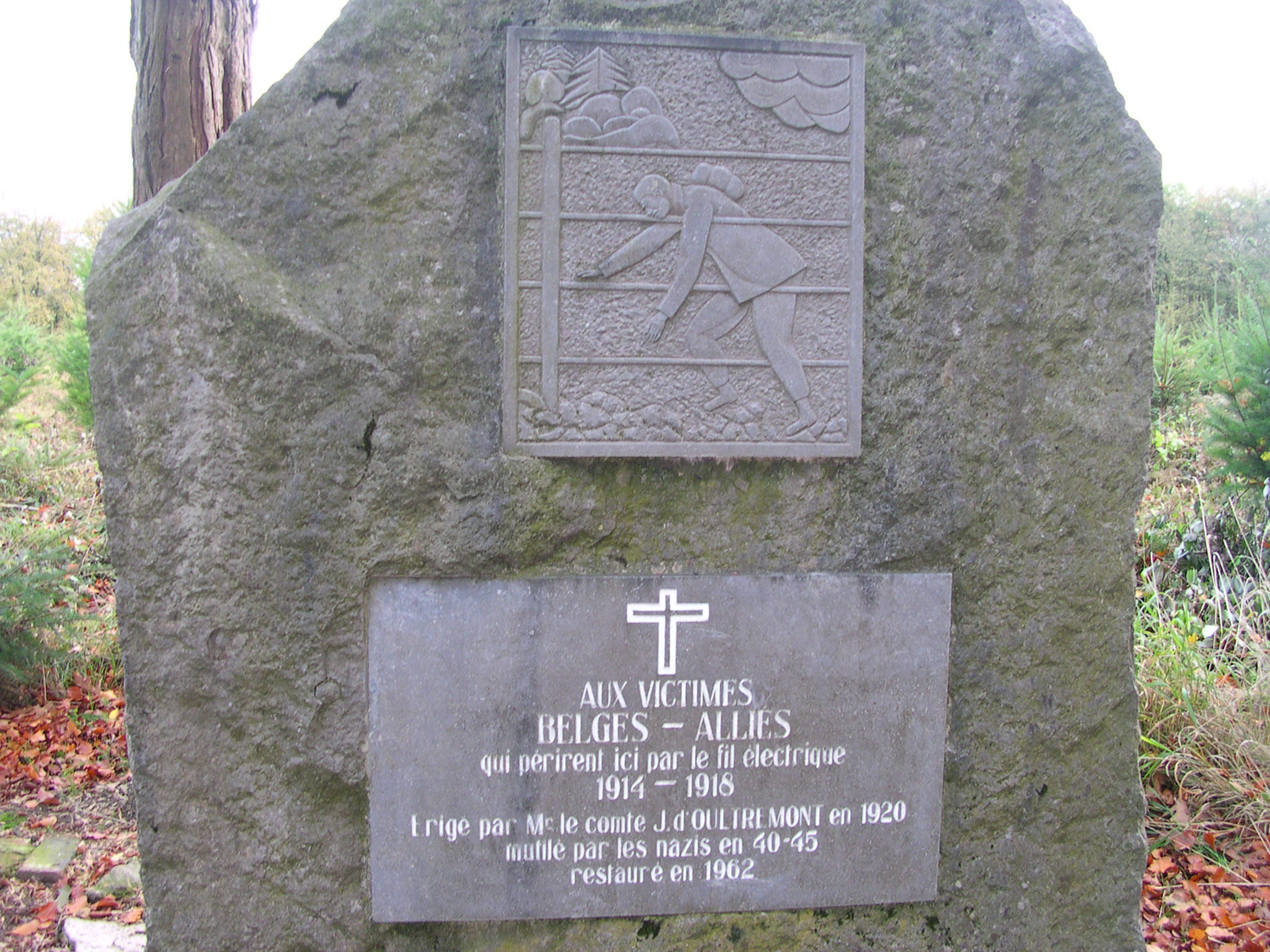